# UFC Fight Night: Thompson vs. Neal
UFC Fight Night: Thompson vs. Neal (também conhecido como UFC Fight Night 183 e UFC on ESPN+ 41) foi um evento de MMA produzido pelo Ultimate Fighting Championship em 19 de dezembro de 2020 no UFC Apex em Las Vegas, Nevada.

## Background
Uma luta no peso meio-médio entre Leon Edwards e Khamzat Chimaev era esperada para ocorrer neste evento. Em 29 de novembro, foi anunciado que Chimaev havia testado positivo para COVID-19. A luta foi adiada para janeiro de 2021.
Uma luta entre Matt Schnell e Tyson Nam é esperada para ocorrer neste evento.
Uma luta nos meio médios entre Belal Muhammad e Sean Brady era esperada para ocorrer neste evento.

## Bônus da Noite
Os lutadores receberam $50.000 de bônus:
- Luta da Noite: Não houve lutas premiadas.
- Performance da Noite:    Stephen Thompson,  Marcin Tybura,  Rob Font e   Jimmy Flick